# 遠藤雅司
遠藤 雅司（えんどう まさし、1980年1月24日 - ）は、日本の歴史料理研究家。会社員を務めながら、世界各国の歴史料理を再現するイベント「音食紀行」（おんしょくきこう）を2013年より展開。著作活動や、レストランとのコラボレーション、テレビ番組への料理提供にも携わる。

## 人物
国際基督教大学教養学部人文科学科音楽専攻卒。卒業論文は「J.ダウランドの音楽と生涯」。趣味はクラシックギター、バロックギター、リュート、チェンバロの演奏。

## 音食紀行
世界各地で過去に食されてきた料理を「歴史料理」としてその再現を試み、音楽と食事を通じた「時代旅行」の疑似体験を提供する。主宰者の遠藤が週末を中心に一人で企画と運営を行う。「歴史料理研究家」として当時の史料や料理書に記された食材や調理法を元に料理を再現し、同時に音楽演奏やトークショーなどを組み合わせ複合文化イベントとしている。遠藤は「歴史料理」について「『歴メシ』は当時の文献に出ているものだけしか使用しない」「文献にあるものの中で、多少アレンジしながら今の時代でも食べられるレシピ」と規定している。
2013年5月に「世界の料理を食べる会」として音食紀行のプロジェクトが開始され、2014年からは「歴史料理」をイベントの中核に設定し、活動を続けている。2017年7月に発売した同プロジェクト初の商業出版『歴メシ！世界の歴史料理をおいしく食べる』が重版される人気となり、11月には東京のセルビア共和国大使館でもイベントが開催された。2018年3月には2冊目の書籍『英雄たちの食卓』も販売された。
また、他のイベントや文化講座、同人誌即売会などへの参加も行い、イベントに合わせて制作した同人誌の一部はオンライン販売を行っている。

### 年譜
※以下は「音食紀行」公式サイトより作成し、外部情報源を適宜追加。
- 2013年　5月25日、遠藤により『音食紀行』プロジェクト開始。第1回は「世界料理会 2013 地中海ツアー」。同年内は2回開催。
- 2014年　3月21日、第4回「レオナルド・ダ・ヴィンチの音楽と料理」で「歴史料理」のコンセプトが固まる。同年内は2回開催。
- 2015年　約1年の休止を経て同年3月に再開、同年内は6回開催。
- 2016年　同年内は18回開催[9]。
- 2017年　
  - 2月25日、福岡で「メソポタミア料理会」。東京以外での初開催。同年内は45回開催。
  - 7月24日、初の著書『歴メシ！世界の歴史料理をおいしく食べる』を発売。スマートフォンゲーム「Fate/Grand Order」(FGO)ユーザーの支持を受け、想定外の人気となって重版される[7]。
  - 8月13日、「コミックマーケット92」で同人誌即売会に初参加。
  - 8月17日、東京・銀座のレストラン「日々輝」でリチャード2世が残させたレシピを元にした中世イングランド料理の提供を開始[10]。
  - 9月12日、日本テレビ系「NEWS ZERO」に出演。以後、テレビ各局で紹介。
  - 11月13日、「セルビアにおける古代ローマ文化を五感で楽しむ夕食会」に参加。東京のセルビア共和国大使館で開催[11]。
- 2018年　
  - 1月20日、NHK文化センター横浜ランドマーク教室で講座を初開催。
  - 3月15日、2冊目の著書『英雄たちの食卓』を発売。
  - 4月5日、東京・池袋のレストラン「FIRST AIRLINES」[12] で「タイムトラベル便」の料理監修を発表[13][14]。
- 2019年
  - Fate/Grand Order 英霊食聞録（作画：十駒マコト『TYPE-MOONコミックエース』（KADOKAWA）にて2019年12月20日より連載）の料理監修。[15]
- 2023年
  - 1月、『歴メシ』が『À Table!〜歴史のレシピを作ってたべる〜』のタイトルでテレビドラマ化[16]。

## 書籍
「遠藤雅司（音食紀行）」という名義を主に用いる。

### 著書
- 『歴メシ！ 世界の歴史料理をおいしく食べる』柏書房、2017年、ISBN 978-4760148783
- 『英雄たちの食卓』宝島社、2018年、ISBN 978-4800281326
- 『宮廷楽長サリエーリのお菓子な食卓: 時空を超えて味わうオペラ飯』春秋社、2019年11月、ISBN 978-4393485255
- 『古代メソポタミア飯: ギルガメシュ叙事詩と最古のレシピ』大和書房、2020年12月、ISBN 978-4479393566
- 『食で読むヨーロッパ史2500年』山川出版社、2021年8月、ISBN 978-4634151918
- 『歴メシ！ 決定版――歴史料理をおいしく食べる』晶文社、2022年12月、ISBN 978-4794973429
- 『食卓の世界史』筑摩書房〈ちくまプリマー新書〉、2023年11月、ISBN 978-4-480-68465-3
- 『食で読む東方見聞録』山川出版社、2024年8月、ISBN 978-4-634-15242-7

### 監修
- 『Fate/Grand Order 英霊食聞録』[15]（作画：十駒マコト『TYPE-MOONコミックエース』（KADOKAWA）にて2019年12月20日より連載）の料理監修。第1巻: 2021年10月 ISBN 978-4041111925
- 『人類4000年のレシピ　バビロニアのごちそう・アステカの主食・華麗な宮廷料理──食の歴史をたどる65皿』 マックスミラー、アンボークワイン著、神奈川夏子訳（日経ナショナル ジオグラフィック）2024年12月 ISBN 978-4-863-13614-4